# 艾伦·格拉芬
艾伦·格拉芬（英語：Alan Grafen，1956年—）是一位英国动物行为学家和进化生物学家，生于苏格兰的多勒，博士毕业于牛津大学，导师理查德·道金斯，现为牛津大學聖約翰學院教授，2011年当选英国皇家学会会士。